# Cửa van
Trong kỹ thuật, cửa van là một thiết bị có cơ cấu có thể xoay hoặc trượt, thiết bị này có hèm khe, bản lề hoặc một trục xoay ngang hoặc dọc và được đặt tại một đầu của một đường ống, một cống hoặc kênh để kiểm soát dòng chảy của nước hoặc chất lỏng có từ một bên này sang bên khác. Trong ngành thủy lợi, cửa van thường được đặt tại cửa kênh, cửa cống, cửa đập để chặn hoặc điều tiết dòng nước.

## Trong ngành thủy lợi

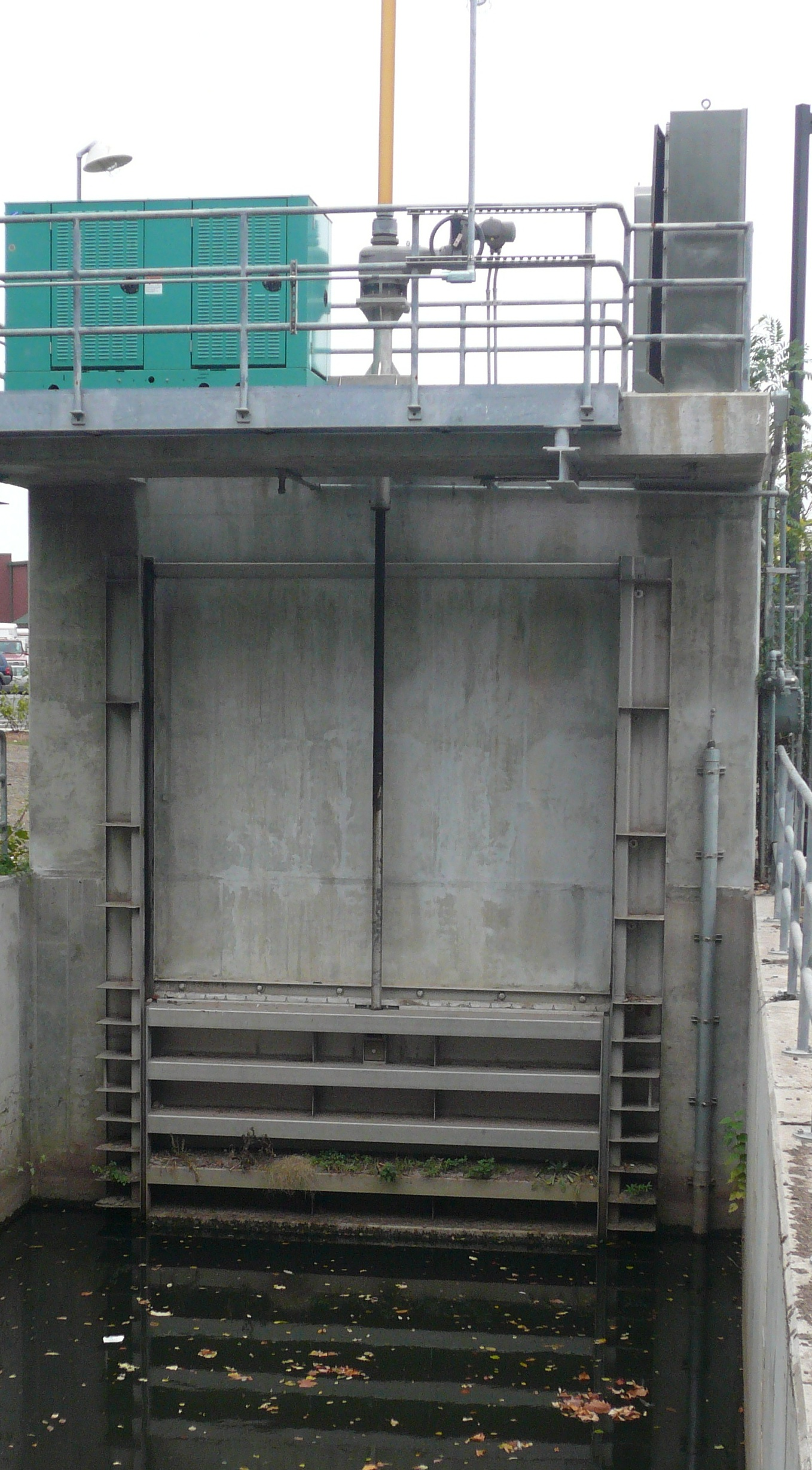
Một cửa van phẳng trong lĩnh vực thủy lợi.

Cửa van là một bộ phận rất quan trọng trong công trình thủy lợi. Cửa van được lắp đặt vào các khoang của công trình thủy công ở công trình thủy lợi thủy điện. Cửa van cũng có thể đặt ở trên mặt, ở dưới sâu. Nhiệm vụ của cửa van là đóng để giữ nước và mở để tháo nước theo yêu cầu đặt ra cho công trình: lấy nước tưới, cấp nước phát điện, thoát lũ, gạn triều, tiêu úng, điều tiết mực nước, lấy nước mặn nuôi trồng thủy sản...
Hiệu quả của công trình thủy lợi, thủy điện được đảm bảo như thiết kế đặt ra khi cửa van được vận hành đạt độ tin cậy như quy trình vận hành đã đề ra.
Nếu việc vận hành cửa van có sự cố thì dẫn đến không những tổn hại lớn cho công trình thủy lợi, thủy điện mà còn gây tác hại cho sản xuất đời sống của vùng hạ du. Một số vụ vỡ đập gây thiệt hại lớn ở Ấn Độ, ở Mỹ là do kẹt cửa van ở tràn xả lũ.

### Cấu tạo chung của cửa van
- Phần chuyển động gồm bản mặt, các dầm phụ, các dầm chính, các bánh xe lăn, gioăng chống thấm, phần thiết bị nâng gắn với cửa van.
- Phần cố định gồm các kết cấu tựa đặt ở trụ pin, ở đập tràn, kết cấu chống thấm và phần thiết bị nâng gắn với công trình. Việc vận hành cửa van có thể nhờ vào máy nâng cơ, điện, xi lanh thủy lực hoặc hoàn toàn lợi dụng sức nước - thường đợc gọi là cửa van tự động thủy lực, hoặc vừa lợi dụng sức nước vừa có hỗ trợ của cơ điện thì được gọi là cửa van bán tự động thủy lực. Ngày nay ở một số công trình việc vận hành cửa van ở một số nước đã được tự động hóa điện tử, điều khiển từ xa rất hiện đại.

### Các loại cửa van

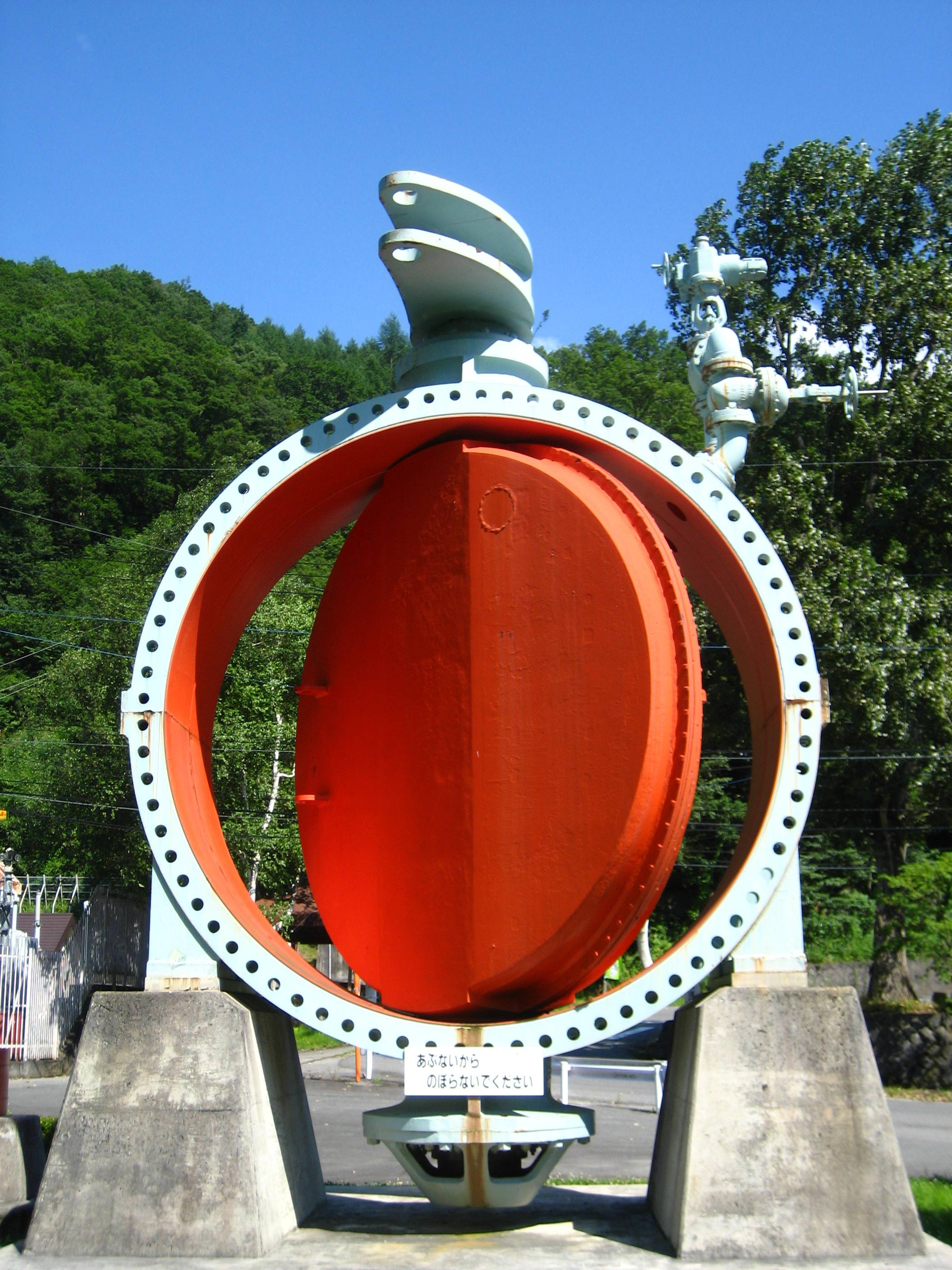
Cấu tạo của một van đĩa (van bướm) loại lớn

- Cửa van cung
- Cửa van phẳng
- Cửa van trụ